# Dragan Stanković
Dragan Stanković (serbisch: Драган Станковић; * 18. Oktober 1985 in Zaječar, Jugoslawien) ist ein serbischer Volleyballspieler.

## Karriere
Stanković begann seine Karriere 2001 bei einem Heimatverein Timok Zaječar. 2004 wechselte er zu OK Roter Stern Belgrad. Im folgenden Jahr debütierte der Mittelblocker in der A-Nationalmannschaft, damals noch für den Staatenbund Serbien und Montenegro. Die Nationalmannschaft erreichte mit Stanković das Finale der Weltliga und belegte den dritten Platz bei der Europameisterschaft im eigenen Land. Das gleiche EM-Ergebnis gelang den Serben 2007 in Russland. 2008 wurde der Mittelblocker mit Belgrad serbischer Meister. Mit der Nationalmannschaft stand er erneut im Endspiel der Weltliga. Anschließend wechselte er zum montenegrinischen Erstligisten OK Budvanska Rivijera. Dort gewann er in seiner ersten Saison die nationale Meisterschaft. Außerdem erlebe er 2009 sein drittes Weltliga-Finale. Im Januar 2010 wurde Stanković vom italienischen Erstligisten Lube Macerata verpflichtet. Bei der Weltmeisterschaft 2010, die in seiner neuen Heimat stattfand, belegten die Serben nach einem Sieg gegen Gastgeber Italien den dritten Rang. 2011 gewann Macerata mit Stanković den Challenge Cup. Anschließend siegte er mit der Nationalmannschaft bei der Europameisterschaft wieder im Finale gegen Italien. 2012 war Macerata in der italienischen Meisterschaft erfolgreich.